# Подгорное (Львовская область)
Подгорное (укр. Підгірне) — село в Подберёзцовской сельской общине Львовского района Львовской области Украины.
Население по переписи 2001 года составляло 462 человека. Занимает площадь 0,98 км². Почтовый индекс — 81140. Телефонный код — 3230.

## История
В 1946 г. Указом ПВС УССР хутор Унтерберг переименован в Подгорный.